# Alfred Huet du Pavillon
Alfred Huet du Pavillon (Blain, Loire-Atlantique, 1829 — Frohsdorf, 1907) foi um botânico francês. Foi aluno de Alphonse Louis Pierre Pyrame de Candolle (1806-1893) de 1851 a 1852, e curador do seu herbário de 1852 a 1856. Junto com seu irmão,  Édouard Huet du Pavillon (1819-1908), fez várias campanhas de coletas botânicas na Itália, nos Pirenéus e no sul da França.